# 狛江市立狛江第六小学校
狛江市立狛江第六小学校（こまえしりつ こまえだいろくしょうがっこう）は、東京都狛江市駒井町1丁目にある公立小学校である。略称は六小、狛六、狛江六小など。

## 概要
狛江市で6校ある小学校のひとつ。水道道路以南を学区とし、卒業生は狛江市立狛江第二中学校に進学する。1971年に児童増加に対応すべく狛江市立狛江第三小学校から別れる形で開校した。学校敷地内には駒井学童保育所と狛江市の放課後こども教室であるKoKoAが設置されている。

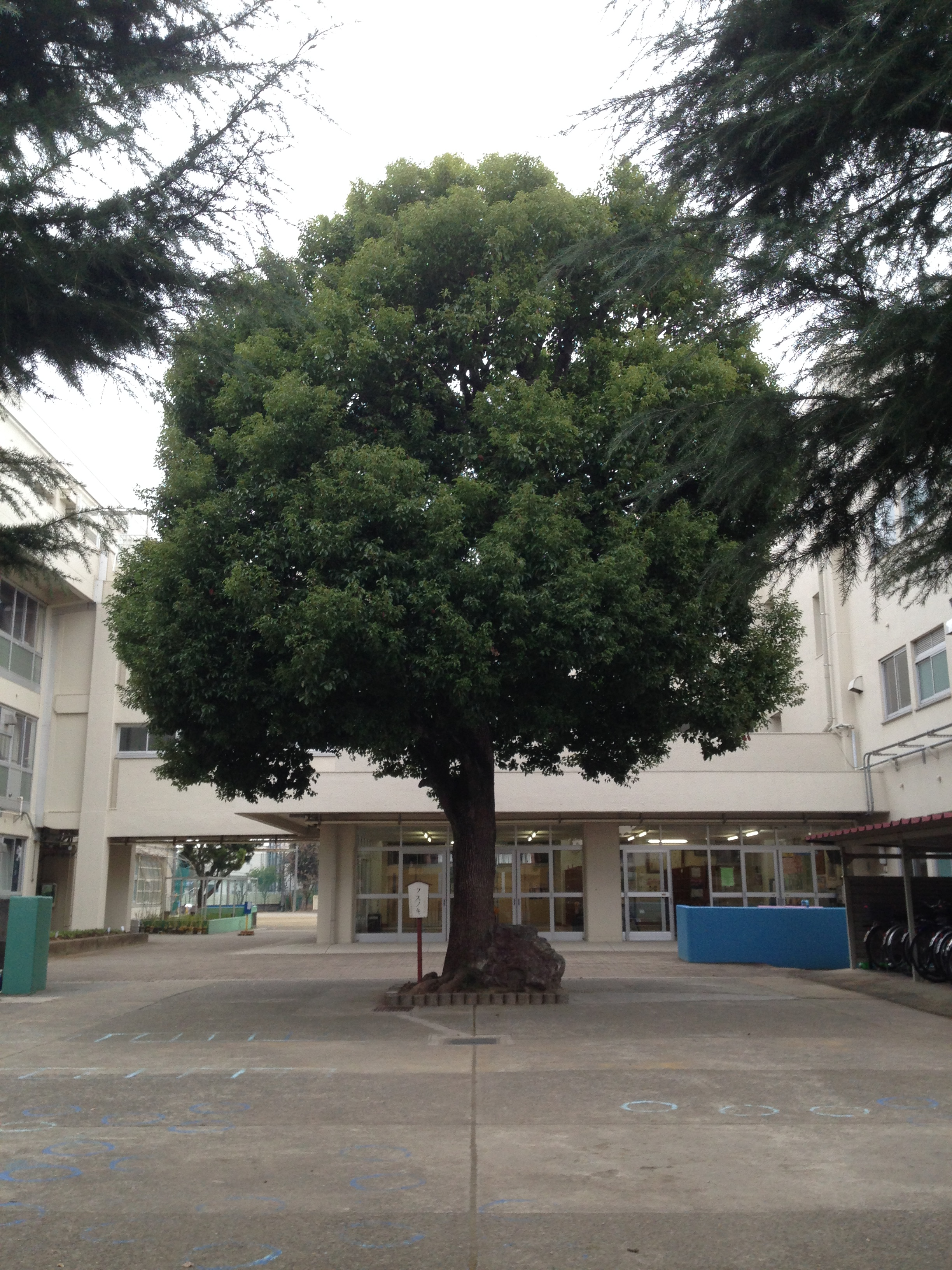
中庭に植わっているクスノキ。右には台風によって倒木した今は存在しないヒマラヤスギの一部も見える。

中庭には学校のシンボルとなるクスノキが植わっている。これは1981年に開校10周年を祝ってPTAから寄贈されたものである。その前年にはヒマラヤスギが2本校門前に植樹されたが、南側の木は平成30年台風第21号によって破壊されたため現存しない。
校章は狛江の「こ」の上部分とアラビア数字の「6」を組み合わせたもので、2021年には開校50周年を祝って考案者により校舎に巨大な校章が設置された。
校歌は江森國友作詞、原博作曲。

## スポーツチーム
この小学校を活動拠点とするチームは2つ存在する。
狛江ロッキーズ
1996年創設の少年野球チーム。プロ野球選手である勝又温史が所属していた。
F.C.KOMA6
2011年創設の親子サッカーサークル。

## 設備
北校舎と1975年に増設された南校舎に分かれている。両校舎は2階と3階の渡り廊下で接続されているが、体育館は独立していて、北校舎から入ることができる。飼育小屋を併設。プールは屋外設置されている。

## 沿革
1945年ごろ、家2軒と田んぼが広がるだけであったが、終戦後しばらくして、狛江がベッドタウンとして多くの住民を抱えるようになると小学校不足が深刻化し、数々の小学校が建設されていった。前述した通り、この学校も狛江市立狛江第三小学校の教室不足などを解消すべく設置された学校である。
- 1971年04月01日 - 開校[5]
- 1971年05月04日 - この日を開校記念日とする
- 1971年06月15日 - 校章制定
- 1976年05月08日 - 校歌制定
- 1980年11月11日 - ヒマラヤスギ植樹
- 1981年09月14日 - クスノキ植樹
- 1981年11月27日 - 開校10周年記念式典挙行
- 1990年06月13日 - 開校記念日を変更
- 2021年10月06日 - 開校50周年記念式典挙行[15]
- 2021年10月16日 - 開校50周年記念花火打ち上げ

## その他
- 体育館の屋根は橙色である。なお、開校当時は水色であった[16]。
- 開校記念日は開校当初5月4日だったが1990年に6月13日に変更された[5]。

## 著名な出身者
- 勝又温史 - プロ野球選手（横浜DeNAベイスターズ）